# Вулиця Подолинського (Черкаси)
Вулиця Подоли́нського — вулиця в Черкасах.

## Розташування
Починається від вулиці Чигиринської і простягається в бік протилежний Дніпру. Раніше впиралася у вулицю Гетьмана Сагайдачного, але через житлову забудову багатоповерхівками закінчується трохи далі після перетину із вулицею Нарбутівською і не доходить до Гетьмана Сагайдачного 250 м. В планах міста існує питання все ж таки закінчити вулицю, про що говорить навіть назва зупинки по вулиці Гетьмана Сагайдачного.

## Опис
Вулиця вузька, забудована як приватним, так і багатоповерховими будинками.

## Походження назви
До 1970 року називалась Консервною, так як її початок знаходиться навпроти консервного заводу. Сучасна назва на честь Сергія Подолинського.

## Будівлі
По вулиці розташоване Черкаське вище професійне училище.